# Lengyelská kultura

Mapa Evropy v pozdním neolitu

Lengyelská kultura je archeologická kultura přelomu neolitu a eneolitu (někdy mezi 4400–4300 př. n. l.) rozšířená na starém sídelním území středních a severovýchodních Čech. Patří do rozsáhlého komplexu kultur, které se v závěru neolitu šířily do střední Evropy (Slovensko, Morava, Rakousko, Čechy) z Balkánu. Název vznikl podle hrazeného sídliště u Lengyelu v jižním Maďarsku.
Lengyelská kultura (někdy také pozdně lengyelský horizont) vznikla smíšením vlivů z jihovýchodu, kultury s moravskou malovanou keramikou a kultury s vypíchanou keramikou. Jednalo se tedy o smíšení vlivů z jihovýchodu a západu. Na lengyelskou kulturu navazuje v Čechách jordanovská skupina.

## Pohřební ritus
K lengyelské kultuře bylo na českém území identifikováno 23 jednotlivých hrobů. Většinou se jedná o kostrové pohřby. Kostry jsou uloženy ve skrčené poloze na levém i pravém boku. Cca 20 % tvořily žárové hroby. Není známo žádné pohřebiště. V hrobě v Praze-Bubenči byly nalezeny na českém území vůbec nejstarší měděné předměty.

## Keramika

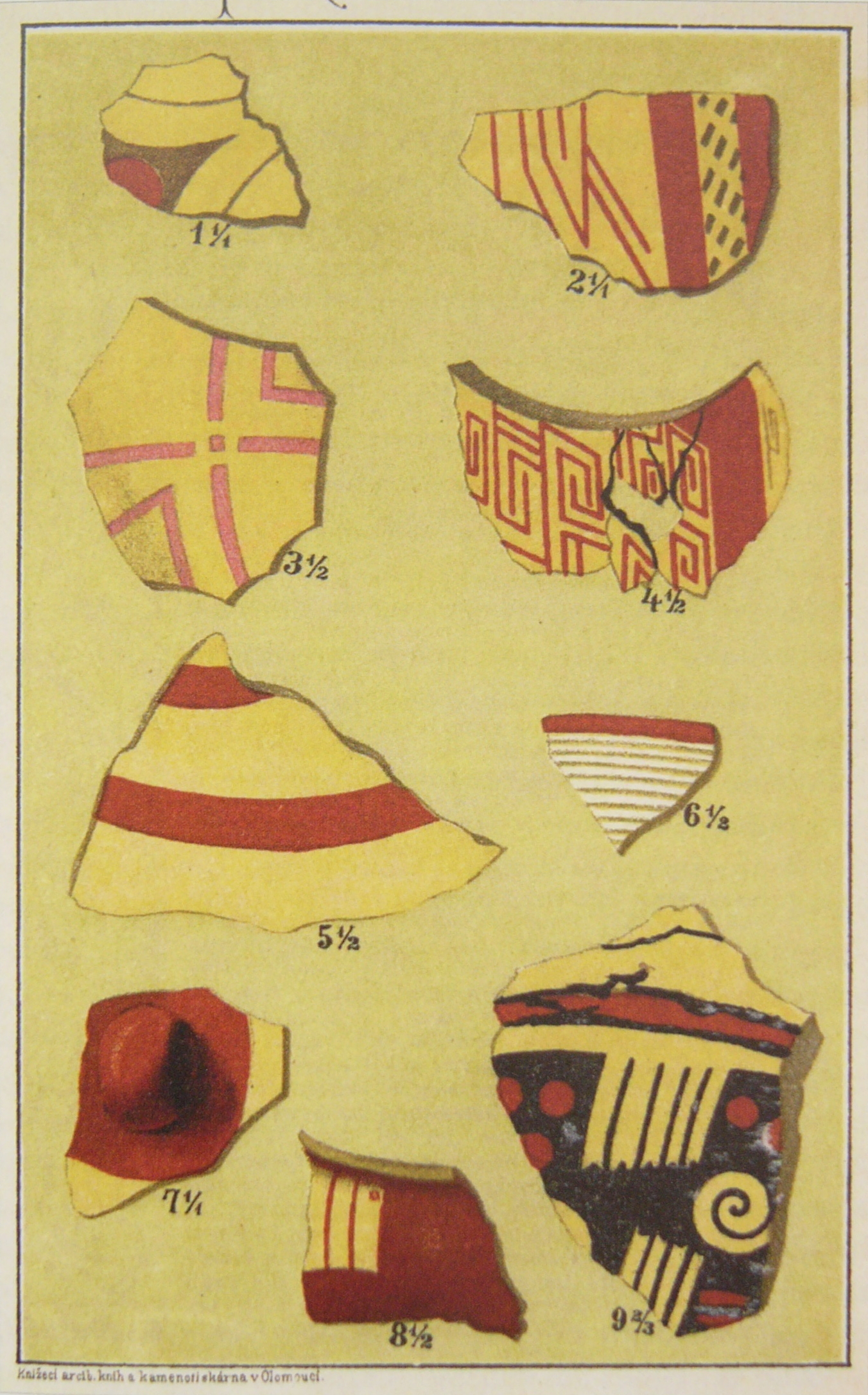
malovaná moravská keramika

Marie Zápotocká na základě nálezů vydělila dva horizonty keramiky lengyelské kultury:
Horizont Horní CetnoJe souběžný s kulturou s moravskou malovanou keramikou II.a. Název pochází ze souboru nálezů (z výzkumu Rudolfa Turka), který obsahoval poháry, zásobnice, misky na nožkách, mísy s výrazně zesíleným hrdlem. Keramika byla plasticky zdobena množstvím pupků. Jinak je nezdobená (pouze jeden střep malovaný, což vedlo k domněnkám, že se jedná o keramiku kultury s moravskou malovanou keramikou).
Horizont Praha-StřešoviceJe souběžný s kulturou s moravskou malovanou keramikou II.b/c. Soubor obsahoval stejné tvary jako kulturní jáma z Horního Cetna, ale keramika byla zdobena velkým množstvím vpichů a rytých meandrovitých a klikatkovitých vzorů. Vůbec poprvé se zde vyskytují pravá ucha.

## Výšinná sídliště
Z tohoto období jsou na území Čech první doklady výšinných, zatím jen lehce (pokud vůbec) opevněných sídlišť. Lehkým opevněním je míněn příkop nebo palisáda, případně opevnění složené z obou. Jedná se o lokality Pumberka a Topol v okrese Chrudim a Klučov v okrese Kolín.